# Sebastian Kolze Changizi
Sebastian Kolze Changizi (Silkeborg, 29 dicembre 2000) è un ciclista su strada danese che corre per il Tudor Pro Cycling Team.

## Palmarès

### Strada
- 2018 (Juniores)

2ª tappa Coupe du Président de la Ville de Grudziądz (Świecie > Świecie)
- 2022 (Team ColoQuick, due vittorie)

4ª tappa Flèche du Sud (Mondorf-les-Bains > Mondorf-les-Bains)
1ª tappa Grand Prix Jeseníky (Jeseník > Rýmařov)

#### Altri successi
- 2022 (Team ColoQuick)

1ª tappa Kreiz Breizh Elites (Ploumagoar, cronosquadre)

## Piazzamenti

### Classiche monumento
- Giro delle Fiandre

2024: ritirato

### Competizioni mondiali
- Campionati del mondo

Fiandre 2021 - In linea Under-23: 16º
Wollongong 2022 - In linea Under-23: 45º